# Bukowo Morskie
Bukowo Morskie (niem. See Buckow) – wieś w województwie zachodniopomorskim, w powiecie sławieńskim, w gminie Darłowo.
Miejscowość letniskowa położona na Wybrzeżu Słowińskim, nad jeziorem Bukowo, przy drodze wojewódzkiej nr 203. Przez wieś przepływa struga Bagnica.
Obszar wsi został objęty strefą ochrony uzdrowiskowej "C" Dąbki.
W latach 1975–1998 miejscowość położona była w województwie koszalińskim. Według danych z 28 września 2009 roku Bukowo Morskie miało 423 mieszkańców.
W 1248 r. w Bukowie Morskim z funduszy księcia gdańskiego Świętopełka II założono klasztor cystersów.

## Zabytki
- kościół Najświętszego Serca Jezusa – gotycki, wzniesiony na przełomie XIII i XIV wieku (obecnie siedziba parafii polskokatolickiej)[7].
- park dworski z początku XX wieku, pozostałość po dworze[8].

## Pomniki przyrody
- lipa drobnolistna o obwodzie pnia na wysokości 130 cm nad ziemią – 582 cm, rosnąca przy kościele na działce nr 30[9];
- buk zwyczajny (Fagus Sylvatica artropurpurea) o obwodzie pnia na wysokości 130 cm nad ziemią – 325 cm, rosnący przy plebanii parafii polskokatolickiej na działce nr 33[9].